# Kazimierz Seretny
Kazimierz Seretny (ur. 1901 w Semerowie, zm. 4 marca 1945 pod Osiekiem Drawskim) – chorąży, uczestnik II wojny światowej w szeregach ludowego Wojska Polskiego. Kawaler orderu Virtuti Militari.
Urodził się we wsi Semerów w Austro-Węgrzech, był synem Mikołaja Seretnego. Po dotarciu na ziemie polskie oddziałów ludowego Wojska Polskiego, został wcielony do 6 Pułku Piechoty. W pułku pełnił funkcję zastępcy dowódcy do spraw polityczno-wychowawczych 8 kompanii. Poległ w czasie walk pod Osiekiem Drawskim w czasie niszczenia wiązką granatów niemieckiego punktu oporu. Dowództwo doceniło jego odwagę, odznaczając go pośmiertnie orderem Virtuti Militari.

## Ordery i odznaczenia
- Virtuti Militari V klasy (pośmiertnie)[2]